# Fate/stay night
Fate/stay night (フェイト/ステイナイト, Feito/sutei naito) és una novel·la visual japonesa desenvolupada per Type-Moon, la qual va ser llançada originalment com un videojoc per adults per PC. Una versió per a totes les edats Fate/stay night, titulada Fate/stay night Réalta Nua, va ser llançada per la PlayStation 2 el 19 d'abril del 2007, i inclou seiyuus de la sèrie animada de televisió. El 28 d'octubre del 2005, Type-Moon llançà una seqüela de Fate/stay night, titulada Fate/hollow ataraxia, el seu argument s'estableix un mig any després dels esdeveniments de Fate/stay night.

## Trama

### Entorn
Cada 60 anys el Sant Grial es manifesta a la ciutat de Fuyuki amb la capacitat de concedir qualsevol desig. Per tal d'obtenir-lo, set dels millors mags del món viatgen a Fuyuki i participen en la Guerra del Grial amb l'objectiu que només un d'ells podrà obtenir-lo quan sigui capaç de vèncer. Per aconseguir-ho, els set mags disposen de la capacitat d'invocar esperits d'antics herois del passat d'arreu del món, anomenats Servants, que els ajudaran a conquerir el Grial per tal d'obtenir el que desitgen.

### Argument
El jugador encarna en Shirō Emiya, un estudiant orfe de Fuyuki que viu a la mansió que li va llegar el seu pare amb la Sakura i la profesora Fujimura, que l'ajuden a fer les feines de la casa. Desconeixent tot l'assumpte de la Guerra del Grial un dia, en ser testimoni d'un combat entre dos servants, es veu involucrat de ple en la lluita i quan està a punt de morir, és ajudat per l'antiga servant del seu pare, que és invocada i es converteix en la seva servant, Saber. A partir d'aquí el joc es divideix en tres rutes distintes que ens expliquen tres desenllaços diferents per la història: Fate, amb Saber de protagonista; Unlimited Blade Works, amb Tohsaka Rin de protagonista; i Heaven's Feel, amb Sakura Matō com a protagonista.

### Personatges

#### Masters
Els masters són les 7 persones amb poders màgics escollides per l'esperit del Grial per a participar en la guerra. Tres d'ells sempre pertanyen a les famílies que van crear el Grial, els Tohsaka, els Matō i els Einzbern.
Shirō Emiya (衛宮 士郎)
Shirō és el protagonista de la història. Estudia a l'institut de Fuyuki i és un jove honest que no dubta mai en sacrificar-se a si mateix per tal d'ajudar a la resta. El seu ideal és convertir-se en un heroi que sigui capaç de salvar a tothom. De petit va viure amb el seu pare a una mansió de Fuyuki, però en morir aquest, la profesora Fujimura es va encarregar de la seva tutela. Durant el transcurs de la història es veu involucrat en la Guerra del Grial sense saber de què tracta, invoca la Saber, i la Tohsaka Rin li ensenya de què tracta la guerra. Té l'habilitat d'endurir tota mena de material i, més tard, descobrirà que és capaç de replicar qualsevol arma que pugui imaginar.
Tōsaka Rin (遠坂 凛)
És la millor estudiant i la més popular de l'institut de Fuyuki, tot i que sempre es mostra distant i no vol relacionar-se gaire amb ningú. Ho fa per amagar que és la descendent d'una de les nissagues de mags més poderoses. Durant la guerra del grial, quan no ha d'amagar el seu secret, es mostra més agradable amb en Shirō, tot i que de vegades mostra un caràcter força agressiu. És dels mags més poderosos que han engendrat els Tohsaka, i, en morir el seu pare durant l'anterior guerra, quan ella era petita, el seu mestre en la màgia ha estat Kotomine Kirei. El seu servant per a la cinquena guerra del grial és l'Archer.
Shinji Matō (間桐 慎二)
Estudiant de l'institut de Fuyuki que en realitat és el darrer descendent de la nissaga dels Matō, família de mags en decadència on en Shinji, el seu darrer descendent, ni tan sols té poders màgics. És covard i agressiu. El servant invocat per ell va ser la Rider.
Illyasviel von Einzbern
Una nena amb el cabell blanc i caràcter alegre, que en canvi no dubta en atacar fins a la mort els seus rivals. És descendent de la família dels Einzbern, una nissaga de mags nord-europeus que juntament amb els Matou i els Tohsaka van crear el Sant Grial. Controla un dels servants més poderosos, en Berserker.

#### Servants
Són esperits heroics d'antics guerrers de la història, que han estat invocats a la Guerra del Grial per tal d'aconseguir algun desig que van deixar pendents en el seu moment. Entre les seves habilitats es troben els Noble Phantasm, que són reliquies o habilitats de gran poder màgic.
Saber
Saber és una noia rossa, de caràcter seriós i disciplinat. Va ser invocada sense voler pel seu Master, l'Emiya Shirō, gràcies a la beina de la seva espasa. En realitat és Arturia Pendragon, l'esperit del Rei Artús, Rei dels Britans i Rei dels Cavallers. El seu Noble Phantasm és l'espasa de la pedra, Excalibur.
Archer
És un personatge misteriós de qui en principi no es coneix la identitat. És invocat per la Rin per lluitar al seu costat. És de caràcter cínic i sorneguer i es veu molt enfrontat a en Shirō, ja que no suporta la seva manera de pensar tant idealista. És a la ruta Unlimited Blade Works on obté la major rellevància i on és revelada la seva identitat oculta.
Berserker
En ser un servant de la classe Berserker, és una encarnació de fúria irracional. És invocat per la Illyasvel i el seu esperit respon a la identitat d'Hèracles, l'heroi grec de qui es deia no tenir rival quant a força. El seu Noble Phantasm és la Mà de Déu, una habilitat que li concedeix l'habilitat de ressuscitar fins a 11 vegades.
Lancer
El seu màster és desconegut en un principi, tot i que en la darrera ruta es revela que va ser Bazett Fraga, una enviada del Gremi de Mags, a qui van ferir de mort per robar-li el control d'en Lancer. És el primer servant que es troba en Shirō i es mostra de caràcter alegre i un punt d'irresponsable, sempre agraint l'honor d'un bon combat. La seva identitat respon a Cúchulainn, l'heroi de la mitologia gaèlica que apareix al Cicle d'Ulster, i el seu Noble Phantasm és la llança Gae Bolg.
Rider
És la servent d'en Shinji Matou i és un dels servants més dèbils. És l'esperit de Medusa, i el seu Noble Phantasm és Bel·lerofont, unes regnes que li permeten muntar un pegàs.
Caster
Invocada en un principi per algú desconegut, assassina el seu master i busca un de nou que estigui a les seves ordres per mantenir-se en aquest món. A més, com és una maga, és capaç d'invocar un servant per a ella mateixa, així es converteix en la master d'Assassin. Tot i que en principi és un personatge malvat, en algunes rutes es desenvolupa com un personatge tràgic. És l'esperit de Medea, l'esposa de Jason a la mitologia grega.
Assassin
Servant de Caster, en ser invocat per un servant està molt limitat i ni tan sols es pot moure de la porta del temple Ryuudoji durant tota la guerra del grial. És un personatge prou pla que, com a bon samurai, només vol enfrontar-se en un honorable duel a un altre espadatxí digne, que finalment resulta ser la Saber. És l'esperit del samurai Sasaki Kojirō.
Archer
És un servant que no es revela fins al final. És un romanent de l'anterior Guerra del Grial i ha restat amagat fins al final a les ordres del seu Master, Kotomine Kirei. És un dels servants més poderosos, amb un dels Noble Phantasm més poderosos, les Portes de Babilònia. La seva identitat respon a Gilgamesh, Rei de Babilònia i conegut com a Rei dels Herois, fet que el fa enormement egoista i prepotent.

#### Altres personatges
Kotomine Kirei
És un membre de l'església que com a personatge neutral té el paper de protegir el seu santuari als màsters que han estat derrotats. A més, com a mag, va ser alumne del pare de la Rin Tohsaka i alhora ell va fer de mestre per la Rin. Durant el transcurs dels esdeveniments anirà prenent més pes dintre de la història.
Sakura Matō
Companya de clase d'en Shirō, des de fa un any va a la seva mansió a ajudar-li amb algunes feines de casa. És la germana d'en Shinji, tot i que només en la tercera ruta, Heaven's Feel, tindrà un pes important en la història i es revelaran fets importants sobre ella, com la seva estreta relació amb la Rin Tohsaka o el seu paper a la Guerra del Grial.

## Adaptacions

### Anime

#### Sèrie de televisió
El format on més popularitat ha obtingut la franquícia a occident ha estat la conversió en animació de la primera novel·la visual. La sèrie d'anime va ser produïda per l'Studio Deen i va ser emesa des del 6 de gener del 2006 fins al 16 de juny de 2006 a la cadena de televisió japonesa TBS. Més tard, ha estat emesa a Animax a diferents països d'Àsia Oriental i més tard va ser llicenciada als Estats Units. La sèrie consta de 24 episodis d'uns 20 minuts on la línea argumental segueix la ruta Fate de la novel·la gràfica, amb la relació entre Saber i Shirou com a protagonista. També consta d'una excel·lent banda sonora composta per un músic de renom com Kenji Kawai.

##### Llista d'episodis
| Ordre | Títol                                   | Títol                                     | Títol                                              | Data d'emissió al Japó |
| Ordre | Kana/kanji ·                            | Rōmaji ·                                  | Traducció ·                                        | Data d'emissió al Japó |
| 01    | 始まりの日                              | Hajimari no Hi                            | El dia de començar                                 | 06-01-2006             |
| 02    | 運命の夜                                | Unmei no yoru                             | La nit del destí                                   | 13-01-2006             |
| 03    | 開幕                                    | Kaimaku                                   | Inauguració                                        | 20-01-2006             |
| 04    | 最強の敵                                | Saikyō no Teki                            | El més fort dels enemics                           | 27-01-2006             |
| 05    | 魔術師二人<前編>                        | Majutsushi Futari <Zenpen>                | La parella de mags (primera part)                  | 03-02-2006             |
| 06    | 魔術師二人<後編>                        | Majutsushi Futari <Kōhen>                 | La parella de mags (darrera part)                  | 10-02-2006             |
| 07    | 蠢動                                    | Shundō                                    | Portant problemes                                  | 17-02-2006             |
| 08    | 不協の旋律                              | Fukyō no Oto                              | Melodia inharmònica                                | 24-02-2006             |
| 09    | 月下流麗                                | Gekka Ryūrei                              | Elegància sota la llum de lluna                    | 03-03-2006             |
| 10    | 穏やかな幕間                            | Odayaka na Makuai                         | Interludi de calma                                 | 10-03-2006             |
| 11    | 鮮血神殿(ブラッドフォート·アンドロメダ) | Senketsu Shinden (Burāddofōto Andoromeda) | El temple de la sang fresca (Blood Fort Andromeda) | 17-03-2006             |
| 12    | 空を裂く                                | Sora o Saku                               | Parteix el cel                                     | 24-03-2006             |
| 13    | 冬の城                                  | Fuyu no Shiro                             | El castell de l'hivern                             | 31-03-2006             |
| 14    | 理想の果て                              | Risō no Hate                              | La fi perfecte                                     | 07-04-2006             |
| 15    | 十二の試練                              | Jūni no Shiren                            | Les dotze proves                                   | 14-04-2006             |
| 16    | 約束された勝利の剣                      | Yakusoku Sareta Shōri no Ken              | L'espasa de la victòria promesa                    | 21-04-2006             |
| 17    | 魔女の烙印                              | Majo no Rakuin                            | La bruixa tacada                                   | 28-04-2006             |
| 18    | 決戦                                    | Kessen                                    | Batalla decisiva                                   | 05-05-2006             |
| 19    | 黄金の王                                | Ōgon no Ō                                 | El rei daurat                                      | 12-05-2006             |
| 20    | 遠い夢跡                                | Tōi Yume Ato                              | Un somni que segueix distant                       | 19-05-2006             |
| 21    | 天地乖離す開闢の星                      | Tenchi Kairisu Kaibyaku no Hoshi          | Se separen el cel i la terra, neix una estrella    | 26-05-2006             |
| 22    | 願いの果て                              | Negai no Hate                             | El fruit d'un desig                                | 02-06-2006             |
| 23    | 聖杯                                    | Seihai                                    | Sant grial                                         | 09-06-2006             |
| 24    | 全て遠き理想郷                          | Subete Tōki Risōkyō                       | La utopia llunyana                                 | 16-06-2006             |

#### OVA
Per anticipar l'arribada de la pel·lícula d'Unlimited Blade Works es van llançar en format Blu-ray dues OVAs de 60 minuts cadascuna on es redibuixava, resumia i es convertia en alta definició la sèrie del 2006. Van ser fetes per l'Studio Deen i llançades a la venda al Japó a partir del 17 de gener de 2010.

#### Pel·lícula
A diferència de la sèrie i les OVA, l'Studio Deen va produir una pel·lícula animada basada en una altra ruta, la que dona nom a la pel·lícula, Unlimited Blade Works. A diferència de a la ruta Fate, aquí en l'argument tenen molt més de pes personatges com Lancer, Archer o Shinji Matou. Es descobreix la verdadera identitat d'Archer i podem observar l'enfrontament que té amb els ideals d'en Shirō. En aquest cas, la música és nova, composta també per Kenji Kawai, i la resta de l'equip és també el mateix que va treballar en la sèrie de 2006. Els Blu-ray van ser llançats al mercat japonès el 23 de gener de 2010.

### Manga
Des del 26 de desembre de 2005 porta apareixent a la revista Shōnen Ace un manga dibuixat per Nishiwaki Datto basat en la novel·la visual de Fate/stay night. En aquest manga se segueix la història de la ruta Unlimited Blade Works tot i que agafant elements d'altres rutes o altres jocs. Fins al moment, han estat publicats 19 volums.
També va ser publicat un manga basat en l'univers Fate del gènere Mahō Shōjō anomenat Fate/kaleid liner PRISMA☆ILLYA.

### Novel·les lleugeres
Fate/zero és una novel·la lleugera publicada entre 2006 i 2007 i escrita per Gen Urobuchi. És una preqüela per a la història de Fate/stay night i ens relata els esdeveniments de la quarta guerra del grial, on el pare de Shirou, Emiya Kiritsugu i Saber van ser dos dels protagonistes. Entre 2011 i 2012 s'emetria un anime basat en aquesta novel·la lleugera.

### Videojocs
A més de la novel·la original, han estat desenvolupats diversos jocs basats en la novel·la original.
Fate/hollow ataraxia. És una novel·la visual que actua com a seqüela de Fate/stay night. Va ser desenvolupada per Type-Moon per a Windows l'any 2005.
Fate/unlimited codes. Joc de lluita en tres dimensions desenvolupat per Eighting que va aparèixer als arcades el 8 de juny de 2008 i després ha vist versions per PS2 i PSP que han arribat a estar llançades al mercat europeu.
Fate/Extra. És un joc de gènere RPG basat en la saga que va ser llançat al mercat per a PSP el 22 de juliol de 2010.